# Ліпсько-Кособуди
Ліпсько-Кособуди (пол. Lipsko-Kosobudy) — село в Польщі, у гміні Замостя Замойського повіту Люблінського воєводства.
Населення — 131 особа (2011).
У 1975-1998 роках село належало до Замойського воєводства.

## Демографія
Демографічна структура станом на 31 березня 2011 року:
|          | Загалом | Допрацездатний вік | Працездатний вік | Постпрацездатний вік |
| -------- | ------- | ------------------ | ---------------- | -------------------- |
| Чоловіки | 62      | 16                 | 37               | 9                    |
| Жінки    | 69      | 22                 | 37               | 10                   |
| Разом    | 131     | 38                 | 74               | 19                   |